# ꭚ
Cette page contient des caractères spéciaux ou non latins. S’ils s’affichent mal (▯, ?, etc.), consultez la page d’aide Unicode.
Le ꭚ, appelé y à hampe droite courte, est une lettre additionnelle de l'alphabet latin utilisée dans l’alphabet dialectal suédois ou dans la transcription phonétique d’Otto Bremer.

## Utilisation

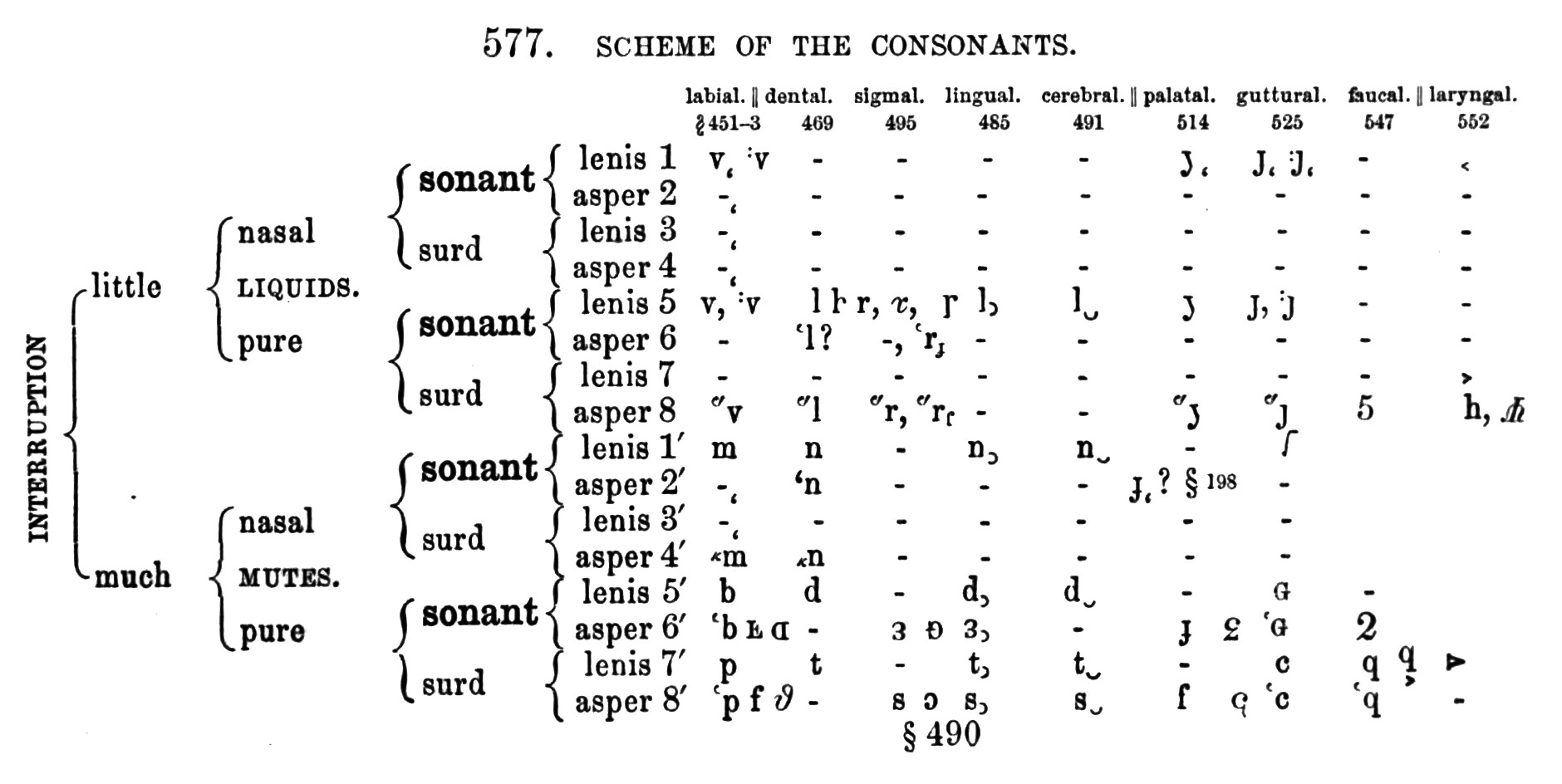
Tableau des consonnes dans Haldeman 1860.

En 1860, Samuel Stehman Haldeman utilise le y à hampe droite courte ‹ ꭚ › comme symbole phonétique dans Analytic orthography pour représenter une semi-consonne palatale,.

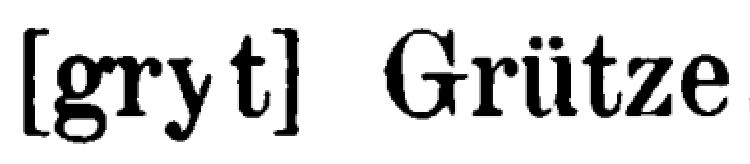
Mot transcrit avec ꭚ dans Larsson 1917

En 1898, Otto Bremer utilise le y à hampe droite courte ‹ ꭚ ›  dans sa transcription phonétique. Gesinus Gerhardus Kloeke en 1913 et 1914 et Hugo Larsson en 1917 utilise ‹ ꭚ › dans une variation de la transcription de Bremer, avec les caractères romains contraiement à l’italique de Bremer.

## Représentations informatiques
Cette lettre peut être représenté avec les caractères Unicode (Latin étendu E) suivant :
| formes    | représentations | chaînes de caractères | points de code | descriptions                                    |
| --------- | --------------- | --------------------- | -------------- | ----------------------------------------------- |
| minuscule | ꭚ               | ꭚ                     | U+AB5A         | lettre minuscule latine y à hampe droite courte |